# Algorithme à évolution différentielle
En recherche opérationnelle (informatique théorique), un  algorithme à évolution différentielle est un type d'algorithme évolutionnaire.

## Histoire de l'évolution différentielle
Le domaine des algorithmes évolutionnaires a connu un grand développement ces dernières années. L'évolution différentielle est un de ces algorithmes. À l'origine, l'évolution différentielle était conçue pour les problèmes d'optimisation continus et sans contraintes. Ses extensions actuelles peuvent traiter les problèmes à variables mixtes et gèrent les contraintes non linéaires. Actuellement, un nombre important d'applications industrielles et scientifiques font appel à l'évolution différentielle.
On peut classifier l'évolution différentielle parmi les méthodes méta-heuristiques stochastiques d'optimisation. D'après la classification acceptée, l'évolution différentielle est inspirée par les algorithmes génétiques et les stratégies évolutionnistes combinées avec une technique géométrique de recherche. Les algorithmes génétiques changent la structure des individus en utilisant la mutation et le croisement, alors que les stratégies évolutionnistes réalisent l'auto-adaptation par une manipulation géométrique des individus. Ces idées ont été mises en œuvre grâce à une opération, simple et pourtant puissante, de mutation de vecteurs proposée en 1995 par K. Price et R. Storn. Depuis, l'évolution différentielle est devenue une méthode incontournable pour une grande quantité de problèmes réels ou de benchmarks.
Les dix dernières années, on peut trouver une grande quantité de problèmes scientifiques et industriels résolus par l'évolution différentielle. Parmi eux, on peut citer : ordonnancement de tâches d'un satellite, recalage et traitement d'image, problèmes de contrôle optimal multimodal, optimisation de processus chimiques, décision multicritère, entraînement des réseaux de neurones, ajustement des fonctions floues, conception en aérodynamique, approximation polynomiale.